# Geevarghese Timotheos Chundevalel
Geevarghese Timotheos Chundevalel (Amayannoor, India, 2 de febrero de 1928-Tiruvalla, India, 4 de junio de 2019) fue un religioso católico de rito siro-malankara hindú que se desempeñó como archieparca de Tiruvalla de 1988 a 2003 siendo a partir de entonces hasta su fallecimiento archieparca emérito.